# استان واحات
واحات یکی از استان‌های کشور لیبی است.
شهر اصلی و مرکز این استان شهر اجدابیا است.

## شهرستان‌ها

خلیج سیدرا

- اوجله
- جالو
- اجخره